# Football Club Valdagno
La Società Sportiva Dilettantistica Football Club Valdagno, comunemente nota come Valdagno, è una società calcistica della città di Valdagno (VI), militante in Prima Categoria.
La squadra è tra le prime cento in Italia per tradizione sportiva, avendo preso parte per 57 volte a campionati organizzati su base nazionale e raggiunto quale apice sportivo la partecipazione per dieci stagioni consecutive alla Serie B negli anni 1950 con la denominazione Associazione Calcio Marzotto.
Nato nel 1926 quale sezione calcio dell'Unione Sportiva Pasubio attiva già dal 1907, il sodalizio ha affrontato numerosi cambi di denominazione e modifiche societarie incluse due rifondazioni avvenute nel 2005 e 2017, in entrambi i casi al termine di periodi di inattività. I Lanieri – come sono soprannominati – indossano una maglia biancoceleste a strisce verticali e disputano le proprie partite interne allo stadio dei Fiori, che li ospita dal 1933.

## Storia

### Dalle origini agli anni 1950
La polisportiva Unione Sportiva Pasubio – fondata a Valdagno da Domenico Cocco nel 1907 – avviò la propria sezione calcio nel 1926 e partecipò al suo primo campionato regionale nella stagione 1927-1928: al termine della stessa il sodalizio venne ammesso in Seconda Divisione per allargamento dei quadri e mutò la propria denominazione in Associazione Calcio Valdagno. Dopo due stagioni nei campionati nazionali, nel 1930 la squadra tornò a disputare competizioni in ambito regionale in seguito al declassamento della Seconda Divisione.
Nel 1933 la società assunse la denominazione Dopolavoro Aziendale Marzotto, diventando parte del circolo ricreativo avviato dal lanificio cittadino già nel 1926 sotto l'egida dell'Opera nazionale del dopolavoro. Sempre nel 1933 avvenne l'inaugurazione del nuovo campo sportivo intitolato a Benito Mussolini, facente parte del più ampio progetto urbanistico di Città sociale voluto dall'imprenditore Gaetano Marzotto e realizzato da Francesco Bonfanti. Con il nuovo assetto societario la compagine si laureò Campione regionale ed ottenne la promozione in Prima Divisione superando nelle finali la Cividalese. Dopo una stagione anche la Prima Divisione venne declassata a campionato regionale e la squadra la vinse nel 1936, diventando nuovamente Campione del Veneto ed ottenendo la promozione in Serie C, categoria che mantenne fino allo scoppio della seconda guerra mondiale. In quel periodo il miglior piazzamento fu il terzo posto nel girone A della Serie C 1939-1940, mentre in Coppa Italia – cui prese parte per la prima volta nel 1936 –  non andò mai oltre il terzo turno, raggiunto nell'edizione 1940-1941.
Al termine della stagione 1942-1943 sarebbe dovuta retrocedere in Prima Divisione, ma l'evolversi del conflitto portò alla nascita della Repubblica Sociale Italiana e la squadra venne iscritta alla Divisione Nazionale 1944, in cui non superò il girone eliminatorio B del Veneto. Già nel primo campionato del dopoguerra riprese parte alla Serie C e nel 1946 cambiò la propria denominazione in Associazione Calcio Marzotto, mentre il campo da gioco venne ribattezzato stadio dei Fiori. Nella stagione 1946-1947 la squadra ottenne il terzo posto nel girone G ed in quella successiva la seconda piazza finale che le permise, anche in seguito al Caso Napoli, di mantenere la categoria nonostante la riforma che prevedeva una radicale riduzione del numero di partecipanti. Nel 1950 assunse la presidenza Vittorio Marzotto – primo esponente della famiglia a ricoprire direttamente tale incarico – e la compagine, guidata dall'allenatore Gino Costenaro, terminò al primo posto il girone B a pari punti con il Marzoli Palazzolo. Nello spareggio tenutosi il 17 giugno 1951 sul campo neutro dello stadio comunale di Ferrara il Marzotto si impose 3-1 ottenendo la promozione in Serie B.

1954-1955: 8º posto in Serie B.

Nella prima stagione in serie cadetta, in cui fu allenatore per un periodo Jesse Carver – già Campione d'Italia sulla panchina della Juventus due anni prima – la squadra ottenne la salvezza all'ultima giornata. In quelle successive raccolse migliori risultati sportivi, giungendo con l'allenatore Alberto Marchetti al quinto posto nel campionato 1953-1954 davanti a Vicenza, Verona, Padova e Treviso e risultando in assoluto la miglior squadra del Veneto, non essendo alcuna compagine regionale iscritta alla Serie A 1953-1954. Quell'estate Vittorio Marzotto lasciò la presidenza al fratello Paolo e seguirono altre stagioni al secondo livello del calcio italiano, tra le quali la migliore in assoluto fu quella 1957-1958 con in panchina l'allenatore Imre Senkey, conclusa in campionato al quarto posto, con l'attaccante Pietro Biagioli che vinse la classifica marcatori segnando 19 reti ed il raggiungimento dei quarti di finale in Coppa Italia, turno in cui avvenne l'eliminazione subita dalla Lazio. Nel campionato 1960-1961 – il decimo consecutivo in Serie B – il sodalizio patì la prima retrocessione della sua storia sportiva, facendo ritorno in Serie C.

### Dagli anni 1960 agli anni 1990
Nella prima metà degli anni 1960 la squadra condusse alcune stagioni di metà classifica nel girone A della terza serie, fino al campionato 1965-1966 in cui – guidata dall'allenatore Čestmír Vycpálek – fu tra le prime posizioni fino alle ultime giornate. A tre partite dal termine, quando si trovava al secondo posto, ospitò la capolista Savona e durante il match il presidente della squadra avversaria morì per infarto. L'incontro terminò 0-0 ed il Savona ottenne primo posto e promozione in Serie B, mentre il Marzotto concluse quel campionato in terza piazza. Nella Serie C 1968-1969 giunse al 17º posto nel girone A, a pari merito di punti e differenza reti con la Cremonese, mantenendo la categoria grazie al vittorioso spareggio disputato a Brescia il 29 giugno 1969 e vinto per 2-1 sui grigiorossi. La stagione successiva – segnata dall'abbandono della presidenza da parte di Paolo Marzotto – terminò invece con la retrocessione in Serie D in seguito al 18º posto nel girone A, a pari punti ma peggior differenza reti con il Monfalcone, 17º e salvo.
Nell'ambito di un più ampio mutamento sociale in corso nel territorio geografico della squadra, nel 1970 avvenne il cambio di denominazione in Associazione Calcio Valdagno mentre dal punto di vista dei risultati sportivi proseguì la parabola discendente: nel 1972 il sodalizio retrocedette in Promozione e nel 1973 in Prima Categoria, al secondo livello regionale, cui rimase per cinque stagioni. Al ritorno in Promozione nella stagione 1978-1979 vinse immediatamente il proprio girone ed ebbe così nuovamente accesso alla Serie D, vincendo inoltre il suo terzo titolo regionale superando lo Spinea per 1-0 in casa e pareggiando 2-2 ai tempi supplementari l'incontro di ritorno. Disputò quindi alcune stagioni al quinto livello nazionale, permanendovi anche dopo il cambio di denominazione in Campionato Interregionale e terminando il girone D della stagione 1984-1985 al primo posto a pari punti e scontri diretti con il Giorgione: il conseguente spareggio disputatosi a Mestre fu vinto per 1-0 dai castellani.
La stagione 1988-1989 vide la squadra vincere il girone C, con conseguente ritorno nel calcio professionistico in Serie C2; epilogo di quel campionato fu la disputa del Trofeo Jacinto, in cui raggiunse la finale disputatasi a Lumezzane e vinta per 4-1 contro l'Acireale. La permanenza in categoria, con presidente Giuseppe Aldegheri, durò tre stagioni: nella Serie C2 1991-1992 il Valdagno terminò il girone A al 17º posto in classifica a pari punti con la Virescit Bergamo, che sconfisse per 2-1 nello spareggio di Fiorenzuola del 24 giugno 1992 ottenendo l'accesso ai play-out intergirone. In questa fase – disputatasi a Terni tra giugno e luglio – la squadra ottenne due pareggi per 1-1 contro il Cerveteri ed il Teramo, per poi essere sconfitta nell'ulteriore spareggio per 2-1 dal Città di Cerveteri, retrocedendo nel Campionato Nazionale Dilettanti.
Al termine della stagione 1993-1994 fu ammesso in Serie C2 a completamento organici, cui prese parte per tre campionati. In Serie C2 1996-1997 terminò il girone A all'ultimo posto venendo conseguentemente retrocesso, fondendosi quell'estate con l'Associazione Calcio Thiene, squadra iscritta al campionato di Eccellenza Veneto. La neonata Associazione Calcio ThieneValdagno ebbe sede a Thiene, abbandonò la storica sponsorizzazione tecnica della Marzotto e prese parte al Campionato Nazionale Dilettanti 1997-1998.

### Dagli anni 2000
Nel 2005 venne fondata a Valdagno una nuova società – l'Associazione Calcio Dilettantistica Nuova Valdagno – che prese parte al campionato di promozione Veneto per alcune stagioni, vincendo il girone B nel 2009. Dopo una sola stagione in Eccellenza la squadra retrocedette, per poi conquistare nuovamente un posto nel massimo campionato regionale nel 2012. Attraverso manovre societarie, cedette il diritto sportivo per l'Eccellenza all'Associazione Sportiva Dilettantistica Boca Ascesa Val Liona con sede a Grancona e si iscrisse in Serie D in sostituzione dell'Associazione Calcio Dilettantistica Trissino, assumendo la denominazione Associazione Calcio Dilettantistica Trissino-Valdagno, continuando a disputare le partite interne allo stadio dei Fiori e concludendo il campionato al 9º posto del girone C. Al termine di un secondo campionato in Serie D la squadra fu protagonista di ulteriori operazioni societarie: accorpandosi alla Società Sportiva Dilettantistica Calcio Marano – che nel 2011 si era fuso con l'Associazione Calcio Dilettantistica Thiene Calcio, evoluzione dell'Associazione Calcio Thiene Valdagno nata nel 1997 –  diede vita al Football Club Dilettantistico AltoVicentino, che pur mantenedo lo stesso campo casalingo si presentò come nuova realtà erede di entrambe le tradizioni sportive precedenti. A Valdagno rimase attivo – nel solo settore giovanile e scolastico – anche il Real Valdagno, omonimo di una società precedente ma nato nel 2012 come società satellite del Trissino-Valdagno.
L'AltoVicentino mancò di iscriversi al campionato 2017-2018 e contestualmente venne fondata la Società Sportiva Dilettantistica ValdagnoVicenza Calcio che prese parte al campionato di Eccellenza sfruttando il diritto acquisito dalla Associazione Sportiva Dilettantistica Leodari Vicenza SBF. Patita la retrocessione in promozione, cambiò denominazione in Società Sportiva Dilettantistica Football Club Valdagno e mantenne come società satellite la Società Sportiva Dilettantistica Football Club Vicenza, dedicata esclusivamente al settore giovanile e scolastico. A seguito di un'ulteriore retrocessione, il Valdagno raggiunse la Prima Categoria, in cui milita attualmente.

## Strutture

### Stadio

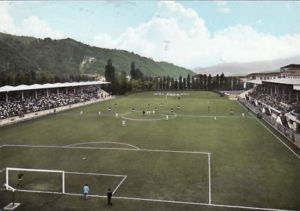
Lo Stadio dei Fiori di Valdagno.

La squadra disputa le proprie partite interne allo stadio dei Fiori.

## Allenatori e presidenti
- 1936-1939  Carlo Bonino
- 1939-1940  Giovanni De Pità
- 1940-1943  Imre János Bekey
- 1948-1951  Gino Costenaro
- 1951-1952  Gino Costenaro (1ª-11ª)
 Jesse Carver (12ª-17ª)
 Gino Costenaro (18ª-37ª)
 Giacomo Grisa (38ª)
- 1952-1953  Carlo Rigotti
- 1953-1954  Carlo Rigotti (1ª-21ª)
 Alberto Marchetti (22ª-34ª)
- 1954-1955  Alberto Marchetti
- 1955-1956  Alberto Marchetti (1ª-?ª)
 Aldo Simoncello (?ª-34ª)
- 1956-1958  Imre Senkey
- 1958-1959  Imre Senkey (1ª-17ª)
 Aldo Simoncello (18ª-34ª)
- 1959-1961  Osvaldo Fattori
- 1961-1962  Sergio Pison
- 1962-1964  Čestmír Vycpálek
- 1964-1968  Carlo Alberto Quario
- 1968-1969  Sergio Manente
- 1969-1970  Aldo Simoncello
- 1989-1991  Diego Martinello
- 1991-1992  Paolo Dal Fiume (1ª-?ª)
 Paolo Bottacin (?ª-38ª)
- 1994-1995  Renzo Giuseppe Rossi (1ª-?ª)
 Diego Martinello (?ª-34ª)
- 1995-1996  Diego Martinello (1ª-?ª)
 Luciano Stevenato (?ª-38ª)
- 1996-1997  Luciano Stevanto (1ª-?ª)
 Piero Di Stefano (?ª-?ª)
 Luciano Stevenato (?ª-34ª)
- 2019-2020  Cicero (1ª-?ª)
 Salvatore Mantovani[26] (?ª-?ª)
- 2020-2021  Salvatore Mantovani

- 1936-1938  Luigi Andrighetto
- 1938-1939  Giovan Battista De Paoli
- 1939-1940  Alfredo Di Bello
- 1940-1942  Emilio Tommasi
- 1948-1950  Lorenzo Suzzi
- 1950-1954  Vittorio Marzotto
- 1954-1969  Paolo Marzotto
- 1969-1970  Italo Chiesa
- 1989-1997  Giuseppe Aldegheri
- 2008-2009  Riccardo Quacquarelli
- 2009-2010  Riccardo Quacquarelli (1ª-?ª)
 Paolo Maule (?ª-?ª)
- ...
2011-2012  Enzo Urbani
- 2017-2020  Roberto Maria Coda[26]

## Palmarès

### Competizioni nazionali
- Trofeo Jacinto: 1

1988-1989

### Competizioni interregionali
- Serie C: 1

1950-1951 (girone B)
- Campionato Interregionale: 1

1988-1989 (girone C)

### Competizioni regionali
- Campionato italiano di terza divisione: 1

1927-1928 (girone A)
- Seconda Divisione: 1

1933-1934
- Prima Divisione: 1

1935-1936
- Promozione: 3

1978-1979, 2008-2009 (girone B), 2011-2012 (girone A)

### Altri piazzamenti
- Serie C:

Secondo posto: 1947-1948 (girone G)
Terzo posto: 1939-1940 (girone A), 1946-1947 (girone G), 1965-1966 (girone A)
- Campionato Interregionale:

Secondo posto: 1984-1985 (girone D), 1987-1988 (girone B)
Terzo posto: 1985-1986 (girone C)
- Campionato Nazionale Dilettanti:

Secondo posto: 1993-1994 (girone D)
- Seconda Divisione:

Secondo posto: 1932-1933 (girone B)

## Statistiche e record

### Partecipazione ai campionati
| Livello | Categoria                       | Partecipazioni | Debutto   | Ultima stagione | Totale |
| ------- | ------------------------------- | -------------- | --------- | --------------- | ------ |
| 2º      | Serie B                         | 10             | 1951-1952 | 1960-1961       | 10     |
| 3º      | Prima Divisione                 | 1              | 1934-1935 | 1934-1935       | 23     |
| 3º      | Serie C                         | 22             | 1936-1937 | 1969-1970       | 23     |
| 4º      | Seconda Divisione               | 2              | 1928-1929 | 1929-1930       | 10     |
| 4º      | Serie D                         | 2              | 1970-1971 | 1971-1972       | 10     |
| 4º      | Serie C2                        | 6              | 1989-1990 | 1996-1997       | 10     |
| 5º      | Serie D                         | 4              | 1979-1980 | 2013-2014       | 14     |
| 5º      | Campionato Interregionale       | 8              | 1981-1982 | 1988-1989       | 14     |
| 5º      | Campionato Nazionale Dilettanti | 2              | 1992-1993 | 1993-1994       | 14     |

In 57 stagioni sportive a partire dall'esordio a livello nazionale avvenuto il 14 ottobre 1928. Sono escluse la stagione 1944 e le stagioni in cui la squadra disputò i tornei del Comitato Regionale Veneto.

## Tifoseria

### Gemellaggi e rivalità
Negli anni precedenti la seconda guerra mondiale vi era un'accesa rivalità fra L.R. Vicenza e Marzotto, che spesso si trovavano a incontrarsi nello stesso girone. In seguito alla vittoria ottenuta a Vicenza dal Marzotto per 5-0 il 21 aprile 1940 nel campionato di Serie C, a Valdagno venne ideato un cocktail denominato cinqueazero. Altri derby disputati dal Valdagno sono quelli contro lo Schio ed il Verona.